# Cyclononaan
Cyclononaan is een cyclische organische verbinding met als brutoformule C9H18. De stof is door hydrofobe eigenschappen onoplosbaar in water. Het is wel goed oplosbaar in de meeste organische oplosmiddelen, zoals benzeen, di-ethylether, ethanol, aceton en tolueen.
Cyclopropaan · Cyclobutaan · Cyclopentaan · Cyclohexaan · Cycloheptaan · Cyclo-octaan · Cyclononaan · Cyclodecaan · Cyclo-undecaan · Cyclododecaan